# Technical Research and Development Institute
Il Technical Research and Development Institute (技術研究本部?, Gijutsukenkyū honbu) (TRDI) era un'agenzia del Ministero della difesa giapponese creata nel 1958. Fu sostituito dall'Acquisition, Technology & Logistics Agency nel 2015.
Lo scopo del Technical Research and Development Institute era sviluppare la ricerca, gli studi e la progettazione di nuovi armamenti.

## Storia
Nel 1952 venne creato il Technical Research Institute (Gijutsukenkyūjo) che era subordinato all'Agenzia per la sicurezza nazionale, e poi dal 1954 controllato dall'Agenzia della difesa. Nel 1958 cambiò il suo nome e venne costituito ufficialmente come Technical Research and Development Institute (Gijutsukenkyū honbu). Nel 2007 l'Agenzia della Difesa divenne il Ministero della Difesa, assumendo maggiori poteri e responsabilità, e aumentando le sue attività per la realizzazione di armamenti nazionali.
Il TRDI ha condotto ricerche tecniche, realizzato molte invenzioni originali, e ha curato la progettazione e la prototipazione di numerosi armamenti. Inoltre ha collaudato gli equipaggiamenti per le Forze di autodifesa, e si è occupato della conduzione di studi scientifici su questioni specifiche richieste per la difesa e la sicurezza.
Il TRDI era un'organizzazione che centralizzava la ricerca e lo sviluppo di vari equipaggiamenti, come veicoli , navi , aerei , armi come i missili guidati e siluri, dispositivi elettronici e indumenti protettivi. 
Quattro ufficiali addetti allo sviluppo tecnico erano responsabili di armi terrestri, navali, aeree e guidate, e la ricerca e la valutazione dei prototipi venivano svolte da quattro istituti e centri di ricerca per ciascun tipo di equipaggiamento. Inoltre, il TRDI disponeva di quattro siti di prova e tre filiali.
Il TRDI è stato responsabile della ricerca e dello sviluppo di numerosi equipaggiamenti di produzione nazionale, come il caccia Mitsubishi F-2, il carro armato Type 10 e il velivolo da pattugliamento Kawasaki P-1. Verso la fine del suo mandato, stava portando avanti progetti come la ricerca tecnica congiunta fra Stati Uniti e Giappone sulla difesa missilistica , il velivolo da trasporto di nuova generazione XC-2 e il velivolo dimostrativo di tecnologia avanzata Mitsubishi X-2.
Il personale era composto da 820 funzionari amministrativi e tecnici, a cui si aggiungevano 273 membri delle Forze di autodifesa.
In base alla legge di modifica chiamata Ministry of Defense Establishment Act, emanata il 10 giugno 2015 , il Technical Research and Development Institute è stato fuso con il quartiere generale delle strutture logistiche e di acquisizione per formare l'Acquisition, Technology & Logistics Agency, ed è stato definitivamente abolito.